# رافائل (خواننده)
میگل رافائل مارتوس سانچس(اسپانیایی: Miguel Rafael Martos Sánchez‎؛ ‏زاده ۵ می ۱۹۴۳) که اغلب با عنوانِ رافائل شناخته می‌شود، خواننده و بازیگر اهل اسپانیا است.
از فیلم‌هایی که وی در آن‌ها نقش داشته است، می‌توان به شب بزرگ من اشاره نمود.